# 中山堯
中山　堯（なかやま　たかし、年 - ）は日本の生物学者。神奈川大学理学部教授、専門は知能情報学、バイオインフォマティクス(システム生物学、計算生物学)。

## 来歴
- 東京大学基礎科学科卒業、クラレ中央研究所、国際科学振興財団、1988年神奈川大学学校法人知識情報研究所 専任講師、1989年神奈川大学 理学部 専任講師、1991年神奈川大学理学部助教授1997年神奈川大学 理学部教授。

## 研究・受賞
- 論文「膜タンパク質の分類予測システムA Prediction System for Classification of Membrane Proteins」著者伊藤義真  (神奈川大) 、中山堯  (神奈川大 理) 、 山本晴彦  (神奈川大 理)  、大瀧丈二  (琉球大 理) 、情報化学討論会講演要旨集2006年
- 論文「断片化した珪藻類全ゲノム DNA のからの高品質 DNA の精製」鈴木祥弘、金沢謙一、森本貴之、米澤直樹、中山堯共著2015年[2]

等